# Palacio Pietracaprina

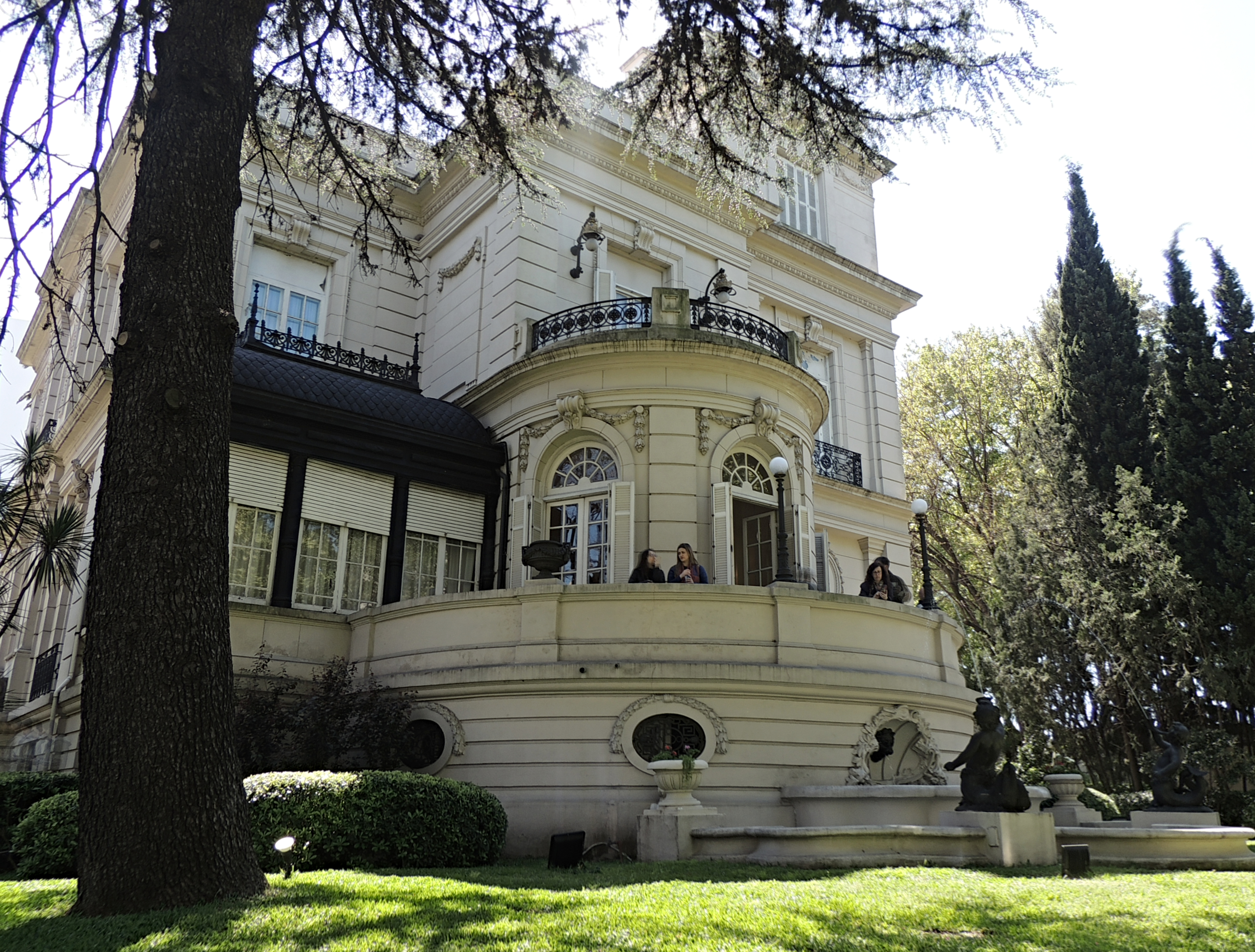

Der Palacio Pietracaprina ist ein Bauwerk in der uruguayischen Landeshauptstadt Montevideo.
Das 1913 errichtete Gebäude befindet sich im Barrio Parque Battle-Villa Dolores an der Grenze zu Pocitos am Bulevar Artigas 1410, der Avenida Gral. Rivera und der Calle 20 de Setiembre. Für den Bau zeichnete als Architekt Camilo Gardelle (Camille Gardelle) verantwortlich. Der auf einem großen Eckgrundstück als freistehende Villa mit einem erhöhten, vom Bulevar Artigas über die Haupt-Außentreppe zugänglichen Piano nobile gestaltete Palacio Pietracaprina ist ein typisches Beispiel für diese Art von Anwesen, wie sie Anfang des 20. Jahrhunderts in der Umgebung des Bulevar Artigas errichtet wurden. Stilistisch wird es dem historischen Eklektizismus französischer Architektur zugeschrieben. Der ursprünglich als Wohnhaus konzipierte Palacio Pietracaprina wurde 1941 vom brasilianischen Staat während der Regierungszeit des Staatspräsidenten Getúlio Vargas und der Amtszeit des brasilianischen Botschafters João Baptista Luzardo erworben. Er ist heutzutage Sitz der diplomatischen Vertretung Brasiliens in Uruguay. Während des Día del Patrimonio wurde das Gebäude bereits mehrfach für den Publikumsverkehr geöffnet.
Seit 1995 ist der Palacio Pietracaprina als Bien de Interés Municipal klassifiziert.